# Prole
Prole – grupa społeczna w książce George’a Orwella Rok 1984.
Prole to najniższa warstwa społeczna. Stanowili 85% społeczeństwa Oceanii. Prole nie mieli dostępu do  wielu towarów dostępnych dla członków Partii, ale mieli za to względną wolność osobistą i nie byli kontrolowani za pomocą teleekranów.
Formalnie prole byli najważniejszą klasą społeczną, lecz w rzeczywistości byli oni dyskryminowani i zaniedbywani. Prole zostali zdradzeni przez Partię, która pomimo głoszonych podczas rewolucji teorii angsocu, nie poprawiła po jej zakończeniu jakości życia proli, a nawet je pogorszyła.